# Домашній чемпіонат Великої Британії 1894
Домашній чемпіонат Великої Британії 1894 — одинадцятий розіграш домашнього чемпіонату, футбольного турніру за участю збірних чотирьох країн Великої Британії (Англії, Шотландії, Уельсу і Ірландії). Переможцем турніру всьоме у своїй історії стала збірна Шотландії, яка в ході змагання не зазнала жодної поразки. Головні конкуренти шотландців, англійці, також завершили чемпіонат без поразок, проте поступилися шотландцям з різницею в одне очко.
Чемпіонат відкрився матчем між збірними Уельсу та Ірландії, в якому валлійці легко здобули перемогу з рахунком 4:1. У наступному матчі ірландці грали на своєму полі проти англійців. Збірна Англії починаючи з 20-ї хвилини грала в меншості після того, як захисник Боб Голмс був змушений залишити поле через травму. Тим не менш, наприкінці години гри англійці вели з рахунком 0:2, проте ірландці зуміли звести матч внічию. У наступному турі англійці розгромили на виїзді Уельс з рахунком 5:1 завдяки хет-трику Джона Вітча, голу Роберта Гослінга та автоголу Чарлі Паррі. П'ять голів валлійці також пропустили від збірної Шотландії, яка вступила до чемпіонату і виграла матч з рахунком 5:2. Надалі шотландці перемогли збірну Ірландії, і доля титулу мала вирішитися у фінальному матчі між Шотландією та Англією, в якому шотландців для перемоги в чемпіонаті влаштовувала нічия. Матч, який проходив у Глазго, встановив новий світовий рекорд відвідуваності — на стадіоні зібралося понад 45 тисяч глядачів. Шотландці забили гол уже на 7-й хвилині, проте англійці майже відразу зрівняли рахунок. Гра проходила напружено, і розв'язка настала наприкінці зустрічі, коли команди знову обмінялися голами — спочатку Сенді Макмаон на 75-й хвилині вивів шотландців уперед, а потім рахунок зрівняв Джек Рейнольдс. Гра завершилася внічию 2:2, принісши шотландцям звання чемпіонів.

## Таблиця
| Поз | Команда       | І | В | Н | П | ГЗ | ГП | РГ | О |  |
| --- | ------------- | - | - | - | - | -- | -- | -- | - |  |
| 1   | Шотландія (C) | 3 | 2 | 1 | 0 | 9  | 5  | +4 | 5 |  |
| 2   | Англія        | 3 | 1 | 2 | 0 | 9  | 5  | +4 | 4 |  |
| 3   | Уельс         | 3 | 1 | 0 | 2 | 7  | 11 | −4 | 2 |  |
| 4   | Ірландія      | 3 | 0 | 1 | 2 | 4  | 8  | −4 | 1 |  |